# Castra Herculis

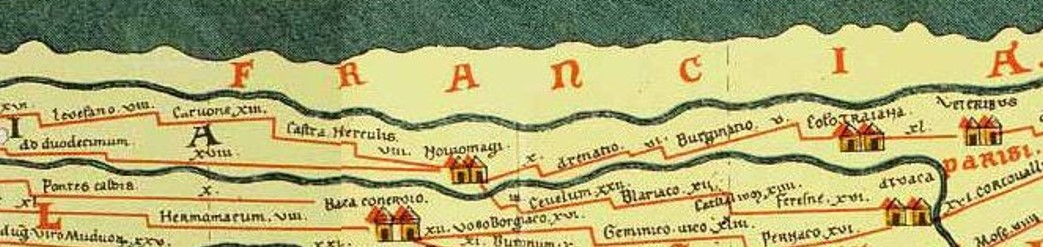
Castra Herculis aan de bovenzijde van de Peutingerkaart, tussen Carvone en Noviomagi

Castra Herculis was een plaats in Romeins Nederland, waarschijnlijk een fort of legerkamp. Het wordt vermeld op de Peutingerkaart (Tabula Peutingeriana) aan de weg tussen Noviomagus (Nijmegen) en Carvo. Castra Herculis wordt verder door Ammianus Marcellinus genoemd als een van de zeven steden (civitates) die door Caesar (onderkeizer) Julianus Apostata in 359 zijn heroverd, hersteld en van voedsel zijn voorzien. Onder keizer Valentinianus I zou volgens dezelfde Marcellinus de gehele Rijngrens zijn versterkt met forten en kastelen.
De naam Castra Herculis betekent 'fort of legerkamp (castrum) van Hercules'. Hercules Magusanus was de geromaniseerde versie van de oppergod van de Bataven. 

## Identificatie
In het verleden zijn verschillende mogelijke locaties geopperd voor Castra Herculis, waaronder Nijmegen en Elst. Na opgravingen van het castellum bij Arnhem Meinerswijk kwam archeoloog W.J.H. Willems tot de conclusie dat dit Romeinse fort Castra Herculis moest zijn geweest. Argumenten voor deze identificatie waren onder andere dat de afstand tussen Nijmegen Centrum en Arnhem Meinerswijk redelijk overeenkomt met de afstand in leugae tussen Noviomagi en Castra Herculis op de Peutingerkaart. Bovendien meende Willems bewijs te hebben gevonden voor herstelwerkzaamheden aan deze vesting in de vierde eeuw. Bij nader archeologisch onderzoek van het fort bij Meinerswijk in 1991 en 1992 werd echter maar beperkt 4e-eeuwse aardewerkfragmenten gevonden, waarbij het materiaal dat Willems had geïnterpreteerd als bewijs voor 4e-eeuws herstel door Hulst werd geïnterpreteerd als puin in een gracht. Bovendien is het gevonden castellum relatief klein en past het, ook naar laat-Romeinse maatstaven, de benaming castrum hier niet goed bij. 
Een alternatieve identificatie, in verschillende publicaties onderbouwd door Jan Verhagen en Stijn Heeren, is dat Castra Herculis betrekking heeft op (de vesting van) Romeins Nijmegen. In het huidige Nijmegen was namelijk op de Hunerberg in de eerste eeuw een groot castra gelegen in de vorm van een permanent legioenskamp en werd in de vierde eeuw een kleiner castra gebouwd op de Valkhof. Waarschijnlijk werd deze vesting gebouwd onder keizer Constantijn de Grote, heroverd door generaal (en latere keizer) Julianus en herbouwd onder keizer Valentinianus I. De afstand van 8 leugae tussen Noviomagi en Castra Herculis op de Peutingerkaart zou in deze interpretatie berusten op een fout bij het samenstellen of kopiëren van deze kaart.